# Cnemidophyllum oblitum
Cnemidophyllum oblitum är en insektsart som beskrevs av Costa Lima 1933. Cnemidophyllum oblitum ingår i släktet Cnemidophyllum och familjen vårtbitare. Inga underarter finns listade i Catalogue of Life.